# Thymus plasonii
Thymus plasonii — вид рослин родини глухокропивові (Lamiaceae), ендемік пн.-сх. Греції.

## Опис
Вид схожий на Thymus atticus, але в цілому менший. Стебла явно волосаті. Листки 8–12 x 0.7–1 мм, шкірясті, з більш виразними жилами, війчасті над серединою. Найбільші прилистки ≈ 5×2 мм, голі. Чашечка 3.5–4 мм. Віночок рожевий, стає жовтим.

## Поширення
Ендемік пн.-сх. Греції (поблизу Салоніки).